# Sergio Gómez-Villarreal
Sergio Gómez-Villarreal (Gómez Palacio, Durango 10/Marzo/1986) es un conductor, periodista,caricaturista (monero), columnista, actor (teatral) y escritor mexicano. Fue el titular del noticiero Telediario CDMX en el turno vespertino de 2018 a 2019 (con quien lo compartió con la periodista Ana Laura Alanís) Además formó parte de Milenio Noticias en la versión "Milenio 19" de Milenio TV del 2019 a 2022, e incursionó en el programa de noticias cómico "La bola del 6" (lunes a viernes de 11:00 a 13:00 H canal 6) desde marzo de 2020 hasta 2022 haciendo una pausa en su carrera profesional y regresando a la televisión con el reestreno de "La bola del 6" (lunes  a viernes 16:00 H canal 6) el 18 de septiembre de 2023-presente. . En la pausa televisiva buscó nuevos medios de comunicación y en febrero de 2022 creó su canal de YouTube  "Los Pelos De La Burra" donde abarca diversos temas ( incluso  tiene un cortometrajes llamado "Buelo").Canal YouTube

## Estudios
Estudio la Carrera de Periodismo y Ciencias de la comunicación de la Universidad La Salle Laguna de 2004 y hasta el 2008. Y de 2014 a 2015 también se se forjó como Catedrático universitario en la Escuela de Derecho y de Comunicación y Mercadotecnia de esta misma Universidad.

## Literatura y Poemas
En 2009 publicó su libro Lupe Salazar: Cardenche Star de Sapioriz y además por el reportaje La inseguridad alcanzó al sector estudiantil ganó al Premio Estatal de Periodismo de Coahuila de ese año.

## Programas
- Telediario CDMX Nocturno (2018-2019)[9]
- Milenio Noticias (2019-2022)
- La bola del 6 (2020-presente)